# أمام ده (كوهستان)
أمام ده (بالفارسية: امام‌ده) هي قرية تقع في إيران في قسم کوهستان الريفي. يقدر عدد سكانها بـ 412 نسمة بحسب إحصاء 2016.